# Veintinueve de Diciembre
Veintinueve de Diciembre är en ort i Mexiko.   Den ligger i kommunen Tuzantán och delstaten Chiapas, i den sydöstra delen av landet, 900 km sydost om huvudstaden Mexico City. Veintinueve de Diciembre ligger 73 meter över havet och antalet invånare är 817.
Terrängen runt Veintinueve de Diciembre är varierad. Runt Veintinueve de Diciembre är det ganska tätbefolkat, med 108 invånare per kvadratkilometer. Närmaste större samhälle är Huixtla, 1,6 km väster om Veintinueve de Diciembre. Omgivningarna runt Veintinueve de Diciembre är en mosaik av jordbruksmark och naturlig växtlighet.